# 레안드로 브레이
레안드로 브레이(스페인어: Leandro Leonel Brey, 2002년 9월 21일 ~ )는 아르헨티나의 축구 선수로, 현재 보카 주니어스에서 골키퍼로 활동하고 있다.